# Körchow
Körchow este o comună din landul Mecklenburg-Pomerania Inferioară, Germania.